# Synodus kaianus
Synodus kaianus är en fiskart som först beskrevs av Günther, 1880.  Synodus kaianus ingår i släktet Synodus och familjen Synodontidae. Inga underarter finns listade i Catalogue of Life.